# Крояч
Кроя́ч (болг. Крояч) — село в Разградській області Болгарії. Входить до складу общини Лозниця.

## Населення
За даними перепису населення 2011 року у селі проживали 143 особи.
Національний склад населення села:
| Національність   | Кількість осіб | Відсоток |
| ---------------- | -------------- | -------- |
| турки            | 84             | 61,3%    |
| болгари          | 52             | 38,0%    |
| не визначились   | 0              | 0%       |
| Всього відповіли | 137            |          |

Розподіл населення за віком у 2011 році:
Динаміка населення: